# Nature Valley Classic 2019
Il Nature Valley Classic 2019, precedentemente conosciuto è stato un torneo di tennis giocato sull'erba. È stata la 38ª edizione dell'evento, facente parte della categoria Premier nell'ambito del WTA Tour 2018. Si è giocato all'Edgbaston Priory Club di Birmingham, in Inghilterra, dal 17 al 23 giugno 2019.

## Partecipanti

### Teste di serie
| Nazionalità | Giocatrice        | Ranking* | Testa di serie |
| ----------- | ----------------- | -------- | -------------- |
| Giappone    | Naomi Ōsaka       | 1        | 1              |
| Australia   | Ashleigh Barty    | 2        | 2              |
| Rep. Ceca   | Karolína Plíšková | 3        | 3              |
| Ucraina     | Elina Svitolina   | 7        | 4              |
| Bielorussia | Aryna Sabalenka   | 10       | 5              |
| Cina        | Wang Qiang        | 15       | 6              |
| Regno Unito | Johanna Konta     | 18       | 7              |
| Germania    | Julia Görges      | 19       | 8              |

* Ranking al 10 giugno 2019.

### Altre partecipanti
Le seguenti giocatrici hanno ricevuto una wild card per il tabellone principale:
- Harriet Dart
- Karolína Plíšková
- Heather Watson
- Venus Williams

Le seguenti giocatrici sono passate dalle qualificazioni:

- Lauren Davis
- Kristýna Plíšková
- Iga Świątek
- Viktorija Tomova

### Ritiri
Prima del torneo
- Bianca Andreescu → sostituita da  Julija Putinceva
- Danielle Collins → sostituita da  Jennifer Brady
- Camila Giorgi → sostituita da  Evgenija Rodina
- Madison Keys → sostituita da  Barbora Strýcová
- Petra Kvitová → sostituita da  Ekaterina Aleksandrova
- Garbiñe Muguruza → sostituita da  Johanna Konta
- Anastasija Pavljučenkova → sostituita da  Margarita Gasparjan
- Carla Suárez Navarro → sostituita da  Kristina Mladenovic

## Campionesse

### Singolare
Ashleigh Barty ha sconfitto in finale  Julia Görges con il punteggio di 6-3, 7-5.
- È il sesto titolo in carriera per Barty, terzo della stagione. Grazie a questa vittoria Barty conquista la vetta del ranking WTA.

### Doppio
Hsieh Su-wei /  Barbora Strýcová hanno sconfitto in finale  Anna-Lena Grönefeld /  Demi Schuurs con il punteggio di 6-4, 6(4)–7, [10-8].